# Brålanda kyrka
Brålanda kyrka är en kyrkobyggnad som tillhör Brålandabygdens församling i Karlstads stift. Den ligger cirka 2 kilometer norr om samhället Brålanda i Vänersborgs kommun, vid väg E45 och Frändeforsån.

## Kyrkobyggnaden
Kyrkan består av ett långhus med tresidiga avslutningar åt öster såväl som åt väster. Mittpartiet är från medeltiden och på 1560-talet tillkom ett vapenhus. Kyrkan återuppbyggdes efter en brand 1583. Den har byggts om ett flertal gånger och utvidgades åt öster 1689 då det gamla koret revs och ersattes efter en förlängning av långhuset av ett tresidigt avslutat kor. Vid en renovering 1926 tillbyggdes en oktagonalt formad sakristia öster om kyrkan. Till sitt utseende påminner den mycket om ett gravkor. Vapenhuset i väster uppfördes 1990 efter ritning av arkitekt Jerk Alton.

## Inventarier
- Dopfunt i täljsten från 1200-talet. Höjd 60 cm. I två delar. Cuppa med platt band längs övre kanten med inristad cirkel. För övrigt råhuggen. Foten är mestadels råhuggen. Uttömingshål finns i funtens mitt. Relativt välbevarad.[1]
- Altaruppsats, predikstol och nummertavleänglar utfördes 1777 av Isak Schullström.
- Altaret är från 1926 och tillkom i samband med bygget av sakristian.
- Altartavlan är målad av Sture Lundberg med motivet Jesu lidande på korset.
- En så kallad stigsten för av- och påstigning av häst finns inmurad i kyrkans sydöstra hörn nära sakristian.
- I koret finns skulpturen "Familjen" av Gösta Sillén 1954.

### Orgel
- 1889 byggde Johannes Magnusson, Göteborg en orgel med 8 stämmor.
- 1943 byggde John Grönvall Orgelbyggeri, Lilla Edet en pneumatisk orgel. Fasaden från 1889 års orgel användes. Den hade fyra fasta kombinationer, två fria kombinationer och registersvällare.

| Huvudverk I         | Svällverk II      | Pedal              | Koppel    |
| Principal 8´        | Rörflöjt 8´       | Subbas 16´         | I/P       |
| Flûte harmonique 8' | Salicional 8'     | Oktavbas 8´ (tr I) | II/P      |
| Gedackt 8´          | Voix celeste 8´   |                    | II/I      |
| Oktava 4'           | Fugara 4'         |                    | I 4'/I    |
| Oktava 2'           | Kvinta 2 2/3'     |                    | II 16'/I  |
| Mixtur 3 chor       | Waldflöjt 2'      |                    | II 4'/I   |
|                     | Ters 1 3/5'       |                    | II 4'/I   |
|                     | Crescendosvällare |                    | II 16'/II |
|                     |                   |                    | II 4'/P   |

- Det nuvarande verket tillkom 1993 och är tillverkat av Hammarbergs Orgelbyggeri AB. Det har 21 stämmor fördelade på två manualer och pedal. Orgeln är placerad på läktaren i väster, har bibehållit den ljudande fasaden byggd 1889 av Johannes Magnusson. [2]

## Klockstapel och klockor
Invid kyrkan finns en rödmålad klockstapel vari hänger två klockor.
- Lillklockan är senmedeltida och saknar inskrifter.[3]